# Chromatoiulus anulatus
Chromatoiulus anulatus är en mångfotingart som beskrevs av Carl Graf Attems 1905. Chromatoiulus anulatus ingår i släktet Chromatoiulus och familjen kejsardubbelfotingar. Inga underarter finns listade i Catalogue of Life.